# 亞斯諾比爾
50°58′47″N 26°29′30″E / 50.97972°N 26.49167°E
亞斯諾比爾（烏克蘭語：Яснобір），是烏克蘭西北部的村莊，隸屬里夫內州的里夫內區。該村面積0.31平方公里，海拔高度175米，2001年人口135，人口密度每平方公里435.5人。